# Fu-Manchú
David Tobias Bamberg conocido bajo el pseudónimo de Fú-Manchú (Derby, Inglaterra,19 de febrero de 1904-Buenos Aires, 19 de agosto de 1974) fue un ilusionista y actor británico.

## Biografía
Era el mayor de los hijos del ilusionista holandés Tobias "Theo" Leendert Bamberg (1875-1963) apodado artísticamente Okito y de esposa Lillian Poole. Se quedó con su abuelo durante un año, pero se reunió con su padre cuando este cumplió los contratos que había pospuesto en Rusia tiempo antes de nacer David.
David hizo su primer truco en público cuando tenía cinco años de edad en una reunión de la Sociedad Estadounidense de Magos. Él hizo un truco de cartas pidiendo al presidente de la organización, el mago Harry Houdini para que le asistiera. Más tarde, contaría esta anécdota diciendo que pocos magos podrían decir que habían tenido a un mago famoso como asistente.
A los 13 años de edad, David se dio a conocer bajo el nombre de Syko, mientras trabajaba con el mentalista Julius Zancig y su esposa Agnes Zancig. Completó su educación en Estados Unidos y se fue a Inglaterra para continuar sus estudios de magia profesional.
En 1921, regresó a Estados Unidos y apareció en varios actos mágicos. Trabajó como asistente del Profesor Seward que era un astrólogo de Atlantic City. Conoció a Hilda Seagle en uno de los actos de telepatía del matrimonio Zancig, con quien se casó el 2 de noviembre de 1923. Después de trabajar en clubes nocturnos durante la época de la Prohibición, David volvió al extranjero para perseguir el éxito. Haría una gira por Europa y trabajó junto a su padre, en la que David aprendió a realizar las llamadas sombras chinescas que utilizaría en algunas de sus presentaciones. Fue a través de Ottokar Fischer, en Viena, que David se reunió con el ilusionista Gran Raymond quien le pidió que fuera su asistente para su gira por América del Sur a la que también asistiría un mecánico alemán sugerido por el Wierner Magic Club llamado Edmund Spreer. Cuando Raymond estaba en Argentina, David y su esposa luego de algunos discusiones con el Gran Raymond abandonaron la compañía y se quedaron en este país. Trató de trabajar con su acto de sombras, pero fue en vano. Luego se enteró de que el mago Harlan Tarbell ofrecía cursos de magia. Como David no podía pagar nada, le enviaron las lecciones gratis. Con esas lecciones construyó un acto de magia propio.
Con el advenimiento del cine sonoro, los espectáculos de variedades fueron afectados. En 1928, David Bamberg se encontraba en Argentina tratando de llenar las fechas en que el ilusionista Dante llevó su espectáculo a Buenos Aires. De 120 actuaciones, Dante llenó el teatro Casino, algo que impresionó a un ejecutivo de distribución de películas llamado Walter Gaulke que vio las ganancias que podían obtenerse en espectáculos de magia. Por casualidad, vio a David Bamberg colgando alrededor del teatro y le preguntó si podía hacer un espectáculo como el del Ilusionista Dante. David estuvo de acuerdo.
Con el respaldo de Gaulke, David inició su carrera profesional usando el apodo de Fu-Manchú. Su espectáculo fue un éxito desde el principio. Con el tiempo sus producciones se convirtieron en el espectáculo más extravagante y excepcional en el mundo. David usó su nuevo apodo en América del Sur y América Central, las Indias Occidentales, Marruecos Español, Portugal y España. Sin embargo, en marzo de 1937, cuando regresó a Estados Unidos, tuvo que cambiar su pseudónimo para evitar una demanda, por ser el nombre de su personaje igual al creado por el novelista inglés Sax Rohmer. Allí se apodó Fu Chan, cuando actuó en el Teatro Cervantes de Nueva York.

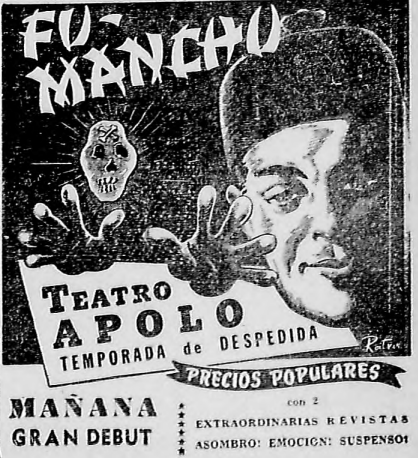
Publicidad de Fuman-chu en el diario argentino Crítica del 3 de enero de 1948.

Fu-Manchú era reconocido por todo el mundo por su espectáculo "Bazar de Magia", que realizaba junto a actores, acróbatas y magos conocidos internacionalmente. El acto consistía en representación de una tienda de magia, en la que un comprador solicitaba varios efectos mágicos, que eran realizados por Fu-Manchú. El nombre del espectáculo se basó en una tienda de magia Argentina llamada "El Bazar Yankee".
Pero volviendo a Bamberg, éste fue contratado para actuar en seis películas en México en la década de los 40. Tuvo notable éxito en las primeras, que fueron objeto de buenas críticas; en algunas incluso realizaba juegos de magia. Por otra parte, las últimas películas fueron un desastre comercial; las malas críticas que recibió le obligaron a retirarse del arte del cine.
Se retiró de los escenarios a mediados de los 60. A partir de entonces, se dedicó plenamente a transmitir sus conocimientos mágicos a través de un club de magia a donde asistían magos nacionales y extranjeros, y en el que él era presidente. Murió el 19 de agosto de 1974. Se publicó su autobiografía post mortem en inglés y, en 2024, la misma fue publicada en español bajo el título Fu Manchú, una vida para la magia.

## Filmografía
- 1949: La casa embrujada (historia)
- 1946: Asesinato en los estudios
- 1945: El museo del crimen
- 1944: El as negro
- 1944: La mujer sin cabeza
- 1943: El espectro de la novia